# Krone von Schottland
Die Krone von Schottland (englisch: Crown of Scotland) ist Teil der Schottischen Kronjuwelen und wurde im Jahr 1540 gefertigt.

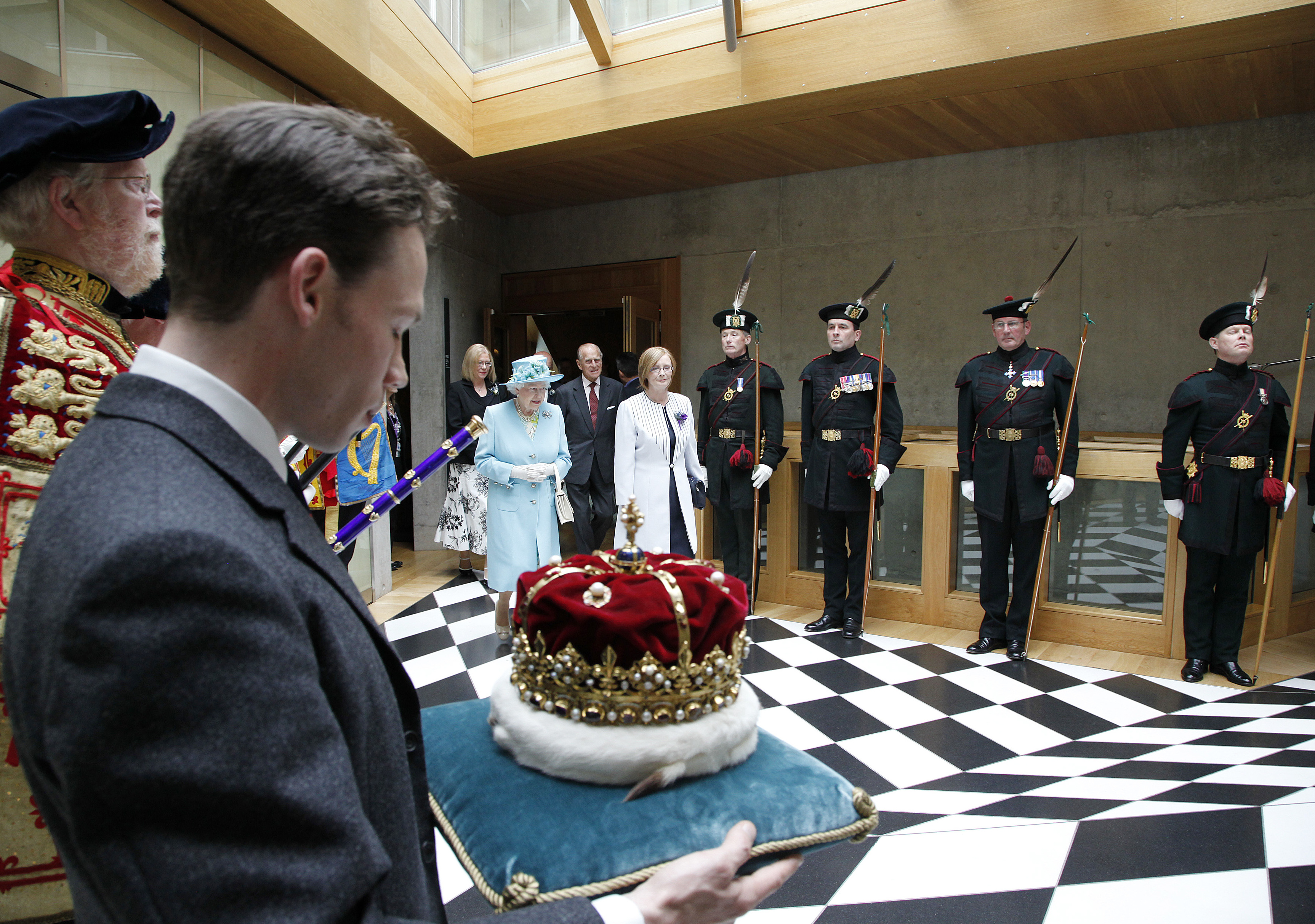
Krone von Schottland bei der Eröffnung des Schottischen Parlaments 2011

Heraldische Darstellung der Krone von Schottland

## Herstellung
Die Krone wurde 1540 für König Jakob V. von Schottland hergestellt, inklusive der Kronhaube aus Samt und Hermelin. Der Goldschmied John Mosman benutzte die ältere, beschädigte Krone Jakobs IV. zur Anfertigung des neuen Modells, dabei wurde auch die lilafarbene Samthaube durch eine Purpurhaube ersetzt. Die ältere Version ist im Porträt Jakobs IV. in dem 1503 anlässlich seiner Heirat mit Margaret Tudor hergestellten Stundenbuch zu sehen. Die Krone besteht aus schottischem Gold, hat vier Kronenbügel, die von einem Reichsapfel überragt werden. Sie ist mit 22 Schmucksteinen und 20 weiteren Edelsteinen und Perlen der älteren Krone belegt und wiegt 1640 g. Der Kronreif wird von insgesamt vier Lilien und vier Blättern, die einander abwechseln überragt. In zweidimensionalen Repräsentationen sind 3 Lilien und zwei Blätter sichtbar.

## Nutzung

Königliches Wappen des Vereinigten Königreiches in der Fassung für Schottland: Mit dem schottischen Löwen im 1. und 4. Feld und mit der Krone von Schottland auf dem Helm und auf dem Einhorn, die Krone auf dem Löwen ist die dagegen die (englische) Edwardskrone

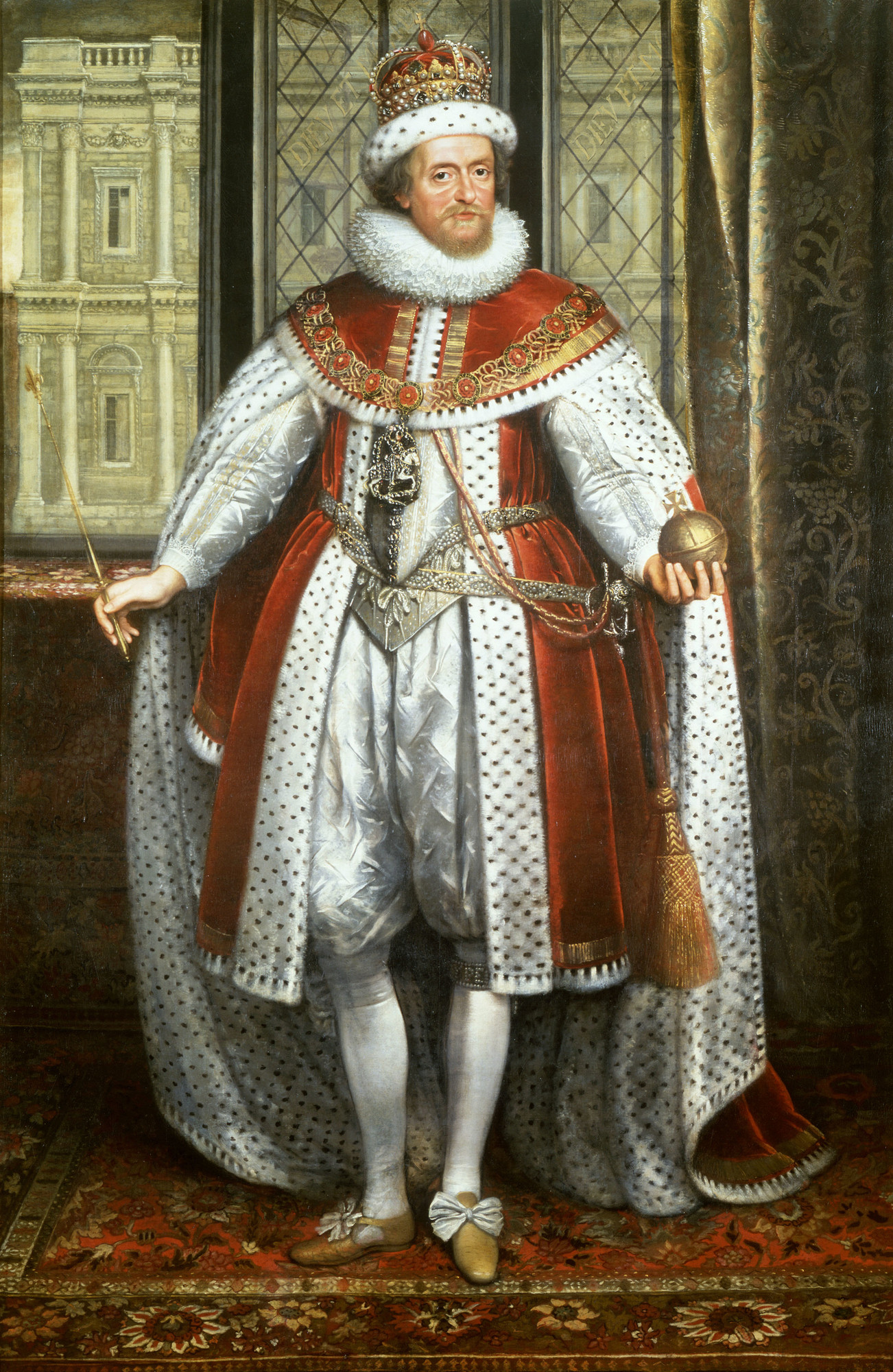
König Jakob VI. im Krönungsornat und mit Schottischer Krone.

Die Krone wurde erstmals im Jahre ihrer Entstehung von Jakob V. bei der Krönung seiner zweiten Gattin Maria von Guise in der Abtei von Holyrood, Edinburgh, getragen. Nachfolgend wurde sie bei den Kinderkrönungen Maria von Schottland 1543 und ihrem Sohn Jakob VI. 1567 benutzt.
Nach der Vereinigung der schottischen und der englischen Krone 1603, als Jakob VI. den englischen Thron erbte und den königlichen Hof von Edinburgh nach London verlegte, wurde die Krone mit den übrigen Regalia (Kronjuwelen, Honours of Scotland) zu den Sitzungen des schottischen Parlaments gebracht, um die Anwesenheit des Monarchen und die königliche Zustimmung zur Gesetzgebung zu symbolisieren.
Die Krone wurde für die Krönungen von Karl I. 1633 und Karl II. 1651 benutzt. Seitdem ist kein Monarch mehr mit der Krone gekrönt worden.
Während des Bürgerkrieges verfolgte Oliver Cromwell, der schon die älteren englischen Kronjuwelen vernichten ließ, die Absicht, auch die schottischen Kronjuwelen zu zerstören. Daher wurden sie bis zur Wiederherstellung der Monarchie 1660 an einem geheimen Ort vergraben.
Nach dem Act of Union von 1707, der das Königreich Schottland und das Königreich England zum Vereinigten Königreich von Großbritannien verschmolz, wurde die schottische Königskrone überflüssig und spielte auch keine zeremonielle Rolle mehr in den Beratungen des neuen Parlamentes von Großbritannien. Sie wurde daher mit den restlichen Regalia in Edinburgh Castle weggeschlossen. Dort verblieben sie in einer Kiste und galten bis 1818 verschollen, bis eine Gruppe, darunter Sir Walter Scott, sich aufmachte, sie zu finden. Seit 1819 sind die Kronjuwelen im Kronraum ausgestellt, aus dem sie nur anlässlich besonderer staatlicher Anlässe entfernt werden. Dies geschah erstmals, als sie 1822 König Georg IV. im Palace of Holyroodhouse, während des ersten Besuches eines regierenden britischen Monarchen seit 1651, gezeigt wurden. Laut einer Festlegung im schottischen Recht darf die schottische Krone nicht außer Landes gebracht werden.
Nach der Krönung Elisabeths II. am 24. Juni 1953 in der Westminster Abbey wurde die Krone in einer Prozession vom Palace of Holyroodhouse zur Kirche St. Giles, Edinburgh, der Königin vorangetragen. Dort wurde sie zusammen mit den übrigen Regalia präsentiert.
Bei der Eröffnung des neuen schottischen Parlamentes 1999 und der Eröffnung des neuen schottischen Parlamentsgebäudes 2004 war die Krone während der Eröffnungssitzungen anwesend. Bei solchen Anlässen wird die Krone dem Monarchen vom Duke of Hamilton, seit alters her erblicher Träger der schottischen Krone im Parlament, direkt vorangetragen.
Bei der Aufbahrung der im schottischen Balmoral verstorbenen Königin Elisabeth II. in der St Giles’ Cathedral von Edinburgh am 12. September 2022 wurde die Krone auf dem Sarg platziert. König Charles III. empfing sie am 5. Juli 2023 bei einem Gottesdienst in der nämlichen Kirche.
Die schottische Krone findet sich in zahlreichen Wappen, Symbolen und Logos Schottlands abgebildet.